# Тімоте Пембеле
Тімоте Пембеле (фр. Timothée Pembélé; нар. 9 вересня 2002, Бомон-сюр-Уаз) — французький футболіст, захисник англійського «Сандерленда». На умовах оренди грає за клуб «Гавр».
Виступав також за юнацьку збірну Франції. У складі «Парі Сен-Жермен» —  чемпіон та володар Суперкубка Франції.

## Клубна кар'єра
Народився 9 вересня 2002 року в місті Бомон-сюр-Уаз. Розпочав займатися футболм у юнацькій команді «Персан 03», пізніше продовжив займатися футболом в юнацькій команді клубу «Парі Сен-Жермен». У дорослому футболі дебютував 2020 року в дорослій команді клубу «Парі Сен-Жермен», у складі якої зіграв 5 матчів у чемпіонаті країни, та став володарем Суперкубка Франції. У сезоні 2020—2021 років грав у оренді в клубі «Бордо». Після повернення з оренди у сезоні 2022—2023 років Пембеле у складі «Парі Сен-Жермен» став чемпіоном Франції.

## Виступи за збірну
2019 року дебютував у складі юнацької збірної Франції (U-17), загалом на юнацькому рівні взяв участь у 12 іграх, відзначившись 2 забитими голами.

## Титули і досягнення
- Володар Суперкубка Франції (2):

«Парі Сен-Жермен»: 2020, 2022
- Володар Кубка Франції (2):

«Парі Сен-Жермен»: 2019-20, 2020-21
- Володар Кубка французької ліги (1):

«Парі Сен-Жермен»: 2019-20
- Чемпіон Франції (1):

«Парі Сен-Жермен»: 2022-23